# Површински рудник Хамбах
Тагебау Хамбах је велики површински коп угља (нем. Тагебау) у Нидерзију и Елсдорфу, Северна Рајна-Вестфален, Немачка. Њиме управља RWE и користи се за вађење лигнита . 
Рудник се налази на месту древне Хамбах шуме коју је РВЕ купио 1978. године. Тада су већину исекли и очистили. Остаје само 10% шумске површине. RWЕ планира да очисти половину преостале површине шуме између 2018. и 2020. ; овај план је испуњен масовним протестима у јесен 2018. године, а привремено га је зауставио у октобру 2018. врховни управни суд Северна Рајна-Вестфалена (Виши управни суд за област Северна Рајна-Вестфален). 
Почевши од 1978. године, тренутно оперативно подручје (од краја 2017. године) има величину од 43,8 km², с укупном површином предвиђеном за рударство величине 85 km². То је најдубљи површински коп у погледу нивоа мора: дно јаме до 500 m (1.640 ft) од површине је 299 m (981 ft) испод нивоа мора, најдубља направљена тачка у Северној Рајни и Вестфалену. 

## Подаци
Оператор површинског копа RWЕ, тада познат као Рхенбраун, покренуо је поступак издавања дозвола за копање површинске копа 1974. године и успео је да започне са радом 1978. Први багер почео је са радом 15. октобра 1978. Ово је праћено пресељењем локалних села и градова, а највеће рашчишћено је највеће шумско подручје у региону, шума Хамбах. 17. јануара 1984. године, копан је први смеђи угаљ. 
Хамбах је највећи рудник површинске екплоатације у Немачкој са површином од 3389 хектара (од 2007.) са одобреном максималном величином од 8500 хектара. У овом се руднику годишње произведе око 40 милиона тона лигнита. Недавно је процењено да је за рударство још увек на располагању 1772 милиона тона лигнита. Лигнит је створен из обимних шума и мочвара, који су се развијали у заливу Доња Рајна између 30 и 5 милиона година. Геологију Доњег Рајнског залива карактеришу дуготрајна пропадања у последњих 30 милиона година, што је довело до таложења до 1300 м дебелих слојева седимента кроз Северно море и многе реке које се данас састоје од лигнитних шавова до 100 м дебљине. 
299 м испод нивоа мора, најдубља тачка рудника површинског копа Хамбах формира најдубљу вештачку депресију у Северном Рајнском Вестфалену. 
Рудник површинске експоатације годишње произведе количину од 250 до 300 милиона м³. Однос прекомерног оптерећења и угља износи 6,2: 1. Издвојени лигнит се транспортује кроз индустријски правац Хамбах до Бергхаин-Аунхаима, одакле се транспортује кроз индустријски одсек север- југ до електрана Нидераусем, Нојрат, Фримастдор и близу Хуртх-Кнапсака . Прекомерно оптерећење је до 16. априла 2009. делимично превезено транспортном траком до рудника Бергхеим, коме је понестало угља и због тога је поново пуњено и рекултивирано. Видљиви траг површинске експоатације је врх Зофинху који се сматра највећим вештачким брдом, који се уздизе над равним пејзажем на 200 метара. 
Од 2013. године подручје површинске експлоатације требало би се проширити на југо- исток. За то су села Моршуних и Манхаин морају бити пресељени. Аутопут А4 и индустријски одсек Хамбах, преко којег се лигнит транспортује до електрана, постављени су око три километра на југу паралелно са железничком пругом Кулоине- Ахен. Поред тога, мали делић савезне магистрале 477 премештен је на исток. 

## Накнадна употреба

### Јеѕеро
Рудник повшинске експлоатације пуштен је у рад 1978. године. Сваке године се премешта око 0,3 кубних километара, тако да ће угаљ и земљиште запремине око 18,6 км³ бити ископани до истека угља 2040. године. До априла 2009. године, прекомерно оптерећење, које је до сада настало у Хамбаху, сада се транспортује транспортном траком у сада исцрпљени рудник Бергхеим да би се ово поново испунило. Сада је нагнут искључиво на западној страни површинског копа и на Зофинху. Због накупљања око 1 км³ материјала на Зофинху и извученом угљу створена је заостала рупа која ће се након завршетка рударских активности напунити водом. 
Језеро са површином од 4200 ха, дубина до 400 м и планирана је запремина од 3,6 милијарди м³. Величина и запремина зависе од тога да ли је површински коп на западу који је био напуштен после декарбуризације, као и рудник Бергхеим напуњен материјалом из површинског копа Хамбах или је остављен отворен. Језеро Хамбах је тада било најдубље и (по количини) после Боденског језера друго највеће језеро у Немачкој. Како се пуни површински коп и даље је спорно. Неки гласови сугерирају узимање воде из Рур-а и / или Ерфт-а или чак пуњење површинског копа цевоводом воде из Рајне. Међутим, то се очекује да ће пуњење рудника бити отворено неколико деценија. Стога се завршетак ове вештачке воде не очекује пре 2100. 
Поред комплетне поплаве могућа је и изградња електране за пумпање. Патент из 1995. године каже да се таква пумпа за складиштење у отвореном руднику Хамбах може реализовати и може да пружи вишеструки капацитет пумпаног складишта који је тренутно доступан у Немачкој. Повећана употреба обновљивих извора енергије чини ову могућност важнијом и следи је са занимањем од стране Рударске управе. 

### Постројење за испумпавање
Поред потпуне поплаве, такође је могућа изградња хидроелектране. Патент из 1995. године наводи да се такво складиште у површинском копу Хамбах може реализовати и може пружити вишеструки капацитет постројења за испумпавање који је тренутно доступан у Немачкој. [7] Повећана употреба обновљивих извора енергије чини ову опцију значајнијом и рударска управа је са интересовањем прати. [8]

### Покретни соларни парк
Дана 6. маја 2020. године, Meyer Burger, произвођач машина за производњу соларних ћелија, представио је своју идеју за огроман соларни парк у отвореном руднику Хамбах. [9] Тако би се произвела електрична енергија капацитета око десет гигавата, што би приближно одговарало капацитету електрана на угаљ Веисвеилер, Неуратх, Ниедерауссем и Фриммерсдорф, које су тренутно зависне од рудника отвореног копа. Разматрања за каснију употребу површине од 50 квадратних километара укључују поплаве да би се формирао језерски пејзаж. Према речима извршног директора компаније Меиер Бургер Гунтера Ерфурта, било би могуће покрити језеро Хамбацх соларним модулима. До 50 милиона соларних модула снаге 10 гигавата могло би се инсталирати - као плутајући соларни парк, што је већ реализовано у другим деловима света. [10]
Према речима извршног директора компаније Меиер Бургер Гунтера Ерфурта, тренутно се оцењује изградња најсавременијег постројења за производњу ћелија и модула. У интервјуу за Радио Рур, Уве Рау је одговорио да је таква идеја изводљива, јер су главна предност површинског копа Хамбах далеководи који су већ били на снази због електрана, које би тако могле да се користе и даље. [11 ]
РВЕ Повер АГ је најавио у мају 2020. да су замисливи фотонапонски пројекти за Сопхиенхохе. [12]
Андреас Пинкварт, министар за економска питања, иновације, дигитализацију и енергетику Северне Рајне-Вестфалије, такође је изразио подршку пројекту. [13]

## Критика и протести
Од око 2012. године, подручје унутар преосталог дела шуме Хамбах било је окупирано од стране заштитара заштите животне средине како би спречили његово планирано уништавање од стране РВЕ. 
Окупација укључује насеље са око две десетине кућа са дрвећем и бројним барикадама. Подигнуте су барикаде како би се спречило да рударска компанија и полицијска возила уђу. 
У новембру 2017. године, еколози су ушли у рудник и привремено обуставили рад. Упознали су их са полицијом помоћу коња и спреја са бибером. 
2004. године активисти Гринписа демонстрирали су штете од климе у руднику Хамбах због производње електричне енергије користећи лигнит. Прелетели су преко површинског копа балоном са врућим ваздухом, окупирали багер неколико дана и делимично га офарбали у ружичасту боју. 13. маја 2009. године заједничка акција локалне акционе групе грађанских иницијатива против премештања А4 и Немачке пријатељице Земље (БУНД) није успела пред Савезним управним судом. Тужиоци су покушали зауставити измештање А4, што је оцењено неопходним за планирано проширење рудника на површинском копу и оправдали су то, између осталог, страхом од загађења буком као и могућом претњом заштићеном шишмишу Беиштаин и другим врстама. 2009. године започела је изградња нове деонице аутопута, у септембру 2014. године отворена је за саобраћај. 
Од 2008. све је више притужби на могуће оштећење брда на подручју Елсдоф-Хепендорфа; будући да терет доказивања лежи на подносиоцима жалбе, тешко је доказати рударски оператер крив. Новоформирани одбор смеђег угља одлучио је 16. априла 2010. успоставити службу за рециклажу Бергшаден Браунколе НРВ за жртве оштећења у рударском рудничком лигниту. Бивши председавајући Вишег регионалног суда Хам Гир Дебусман именован је за председника регрутног уреда. Он је већ председавајући тела за помирење у рударској индустрији. С њим се може контактирати ако покушаји помирења са РВЕ Повер-ом остану незадовољавајући. За подносиоца пријаве поступак је бесплатан. 
У новембру 2012. и марту 2013. полиција је очистила шатор и колибе противника рударства у преосталом Хамбах Форсту. У 2012. години, тунел је морао да се извуче из тунела дубоког шест метара, а следеће године су се два активиста одвела са платформе дрвећа. Касније је саграђен нови камп на другој локацији у шуми Хамбах. 
У септембру 2018. године новинар је умро након пада са дрвећа које су градили активисти.